# Pentaphragmataceae
Pentaphragmataceae is een botanische naam, voor een familie van tweezaadlobbige planten. Een familie onder deze naam wordt regelmatig erkend door systemen van plantentaxonomie, en ook door het APG-systeem (1998) en het APG II-systeem (2003).
Het gaat om een kleine familie van enkele tientallen soorten, in één genus, Pentaphragma, dat voorkomt in Zuidoost-Azië.